# Ring of Honor
Ring of Honor Wrestling (ROH) ist eine amerikanische Wrestling-Promotion, die im Jahr 2002 von Rob Feinstein gegründet wurde. Ihren Sitz hat diese Promotion in  Philadelphia, Pennsylvania. Sie ist die größte und bekannteste US-amerikanische Independent-Liga, aber weitaus kleiner als World Wrestling Entertainment, der Marktführer im Wrestling. Ring of Honor ist bei jungen Wrestlern wegen seines flexiblen Arbeitsplanes beliebt und wird von vielen als Karrieresprungbrett in die großen Ligen benutzt. Im März 2022 erwarb Tony Khan, der Besitzer von All Elite Wrestling (AEW), die Promotion, die seitdem als Brand innerhalb von AEW geführt wird.

## Geschichte

### Zielgruppe
Im Gegensatz zu den Wrestling-Ligen World Wrestling Entertainment und Total Nonstop Action Wrestling ist Ring of Honor auf eine komplett andere Zielgruppe ausgerichtet. Die WWE ist hauptsächlich und die TNA teilweise auf Fans ausgerichtet, welche das Wrestling als Show sehen. ROH ist auf Leute ausgerichtet, die das Entertainment dahinter erkennen. Ring of Honor richtet sich in erster Linie an die sogenannten Smart-Marks, denen bekannt ist, dass Storylines zum Wrestling gehören.

### Code of Honor

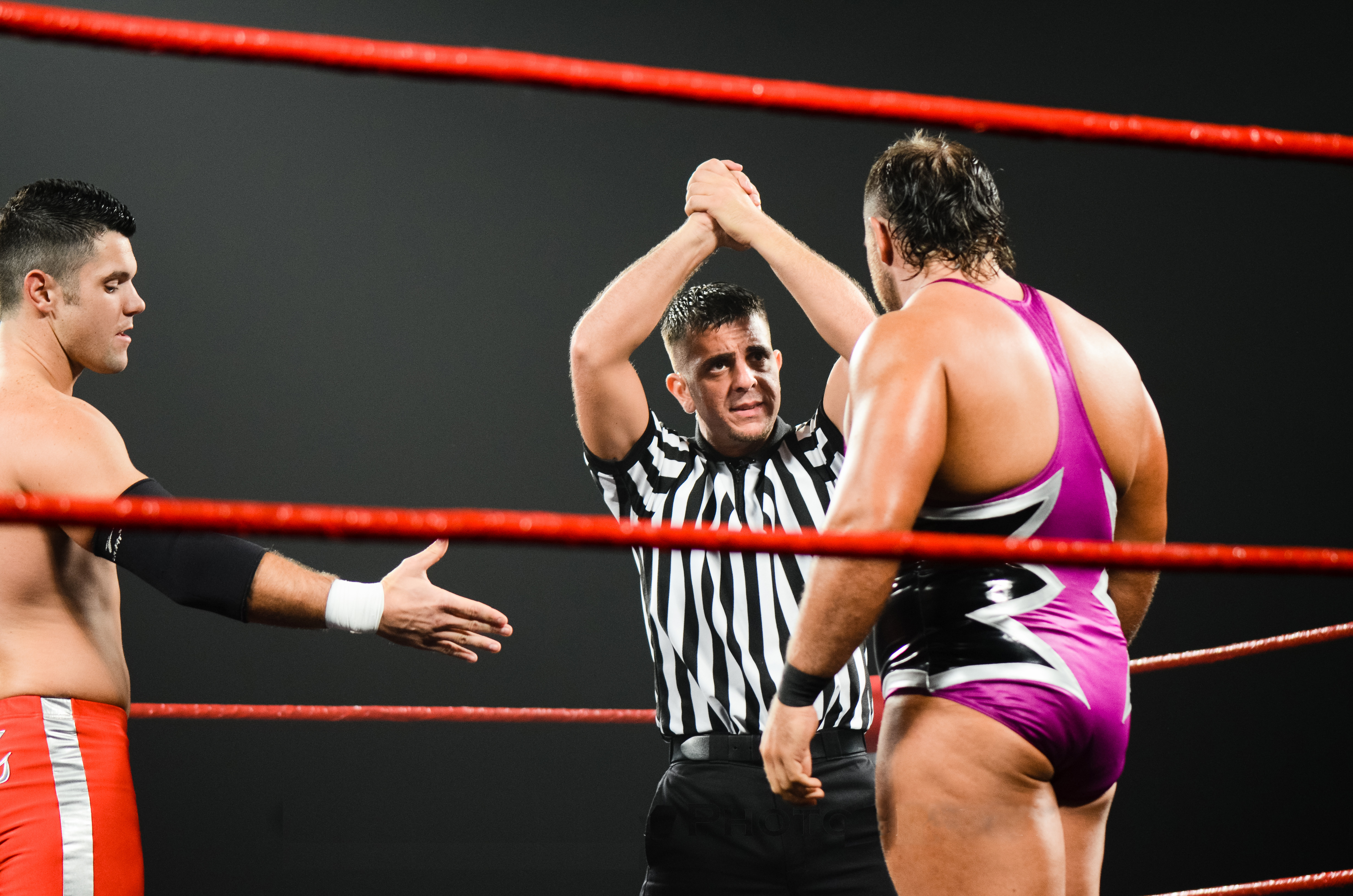
Code of Honor (Eddie Edwards und Michael Elgin)

Um sich von der WWE und dem üblichen Mainstream-Wrestling abzusetzen, wurde das Konzept des Ehrenkodex’ entwickelt. Anfänglich gab es fünf Regeln, deren Befolgung durch die Wrestler als eine Art moralischer Verpflichtung dargestellt wurde.
- Händeschütteln vor und nach jedem Match
- keine Einmischungen von Außen – kein Einmischen in Matches anderer oder andere zu seinen Gunsten einmischen lassen
- keine Überraschungsangriffe
- Ringrichtern wird kein Schaden zugefügt
- keine absichtliche Disqualifikation – Matches werden per Pin oder Aufgabe entschieden

Vor allem die ersten drei Regeln wurden hauptsächlich benutzt, um Heels glaubhafter zu machen. So wurde Christopher Daniels durch Nicht-Beachten der Regeln, wie der Verweigerung des Händeschüttelns, als erster großer Heel vermarktet. Die letzten beiden Regeln charakterisierten die typischen ROH-Matchenden: die „ehrlichen“ Pins, Aufgaben und Knockout.
Anfang 2004 befand der Inhaber und ROH-Chef-Booker Gabe Sapolsky, dass dieser Ehrenkodex ausgedient hätte. Die Promotion war bereits fest etabliert und hatte loyale Anhänger gewonnen. Daher mussten die Wrestler den Kodex nicht mehr befolgen, was dramatischere und spannendere Matchausgänge erlaubte. Später tauchte der Ehrenkodex in Form von drei Regeln wieder auf:
- Händeschütteln vor und nach jedem Match – wenn der Gegner respektiert wird
- Matches nur unter fairen Voraussetzungen
- Ringrichtern wird kein Schaden zugefügt

### Women of Honor
Die weiblichen Wrestlerinnen werden in Ring of Honor Wrestling Women of Honor genannt.

### Dojo
Ring of Honor betreibt eine eigene Wrestlingschule, welche sich „ROH Pro-Wrestling School“ nennt und ihren Sitz in Bristol, Pennsylvania hat. Der aktuelle Chef-Trainer ist Delirious, nachdem dieser von Washington nach Pennsylvania gezogen ist. Frühere Trainer waren Bryan Danielson, CM Punk und Austin Aries.
Die ersten drei Jahrgänge haben mittlerweile ihren Abschluss und sind im amerikanischen Independent-Bereich unterwegs. Manchmal gibt es auch Matches mit Beteiligung ehemaliger und aktueller Schüler bei Ring of Honor Shows. Der beste eines Jahrgangs bekommt die Top of the Class Trophy, welche ähnlich wie ein Titel bei Ring of Honor Shows verteidigt wird. Der momentane Titelträger ist Pelle Primeau, obwohl eigentlich Shane Hagadorn der Jahrgangsbeste war.

### Der Rob-Feinstein-Skandal
Gründer und Eigentümer Rob Feinstein hatte auch sein eigenes Video Label, die RF Videos, welches Videos für diverse Wrestling-Ligen herstellte, u. a für Extreme Championship Wrestling sowie einige Shootinterviews mit ehemaligen Wrestlern aus den größeren Ligen.
Im März 2004 gelang es einigen Journalisten, Feinstein über das Internet zu kontaktieren, wobei sie sich als Kinder ausgaben. Nachdem sie von Feinstein auf sexuellen Kontakt angesprochen worden waren, wurde ein Treffen ausgemacht. Als Feinstein am vereinbarten Treffpunkt eintraf, erwarteten ihn bereits die Journalisten, verschiedene Kamerateams und die Polizei. Dieser Skandal erschütterte das ganze Wrestlingbusiness und Ring of Honor stand durch diesen Skandal kurz vor dem finanziellen Aus. Der finanzielle Zusammenbruch konnte durch die Offiziellen gerade noch verhindert werden, indem sie Rob Feinstein drängten, sich aus dem Wrestling-Geschäft zurückzuziehen und Ring of Honor zu verlassen. Total Nonstop Action Wrestling verbot ab sofort Auftritte ihrer Wrestler bei Ring of Honor. Drei Akteure der TNA kündigten daraufhin ihren Vertrag und verpflichteten sich bei ROH.

### Übernahme durch AEW (seit 2022)
Am 2. März 2022 gab der CEO und Präsident von All Elite Wrestling (AEW), Tony Khan, bei AEW Dynamite bekannt, dass er Ring of Honor vom vorherigen Besitzer, der Sinclair Broadcast Group, abgekauft habe. Die erst 2019 gegründete AEW wurde schnell zur größten Konkurrenz-Promotion von Marktführer WWE, dank der finanzkräftigen Khan-Familie und der Verpflichtung zahlreicher Stars. Matches von ROH werden seitdem bei den wöchentlichen TV-Shows von AEW ausgetragen. Death Before Dishonor am 23. Juli 2022 war der erste ROH-PPV unter dem neuen Eigentümer. Die Gürtel von ROH wurden in AEW Shows verteidigt. Die ROH World Championship gewannen etwa Chris Jericho und Claudio Castagnoli.
Am 17. Januar 2023 kam Jay Briscoe, der knapp 20 Jahre bei ROH unter Vertrag stand, bei einem Autounfall ums Leben. Gemeinsam mit seinem Bruder Mark bildete er das Tag Team Briscoe Brothers. Mit dem 13-fachen Erhalt der ROH World Tag Team Championship bildeten sie das mit Abstand erfolgreichste Tag Team in der Geschichte von ROH.
Am 2. März 2023, auf den Tag genau ein Jahr nach Bekanntgabe der Übernahme durch Tony Khan, wurde die erste Folge einer ROH Weekly-Show unter AEW Führung ausgestrahlt.

## Wöchentliche Show

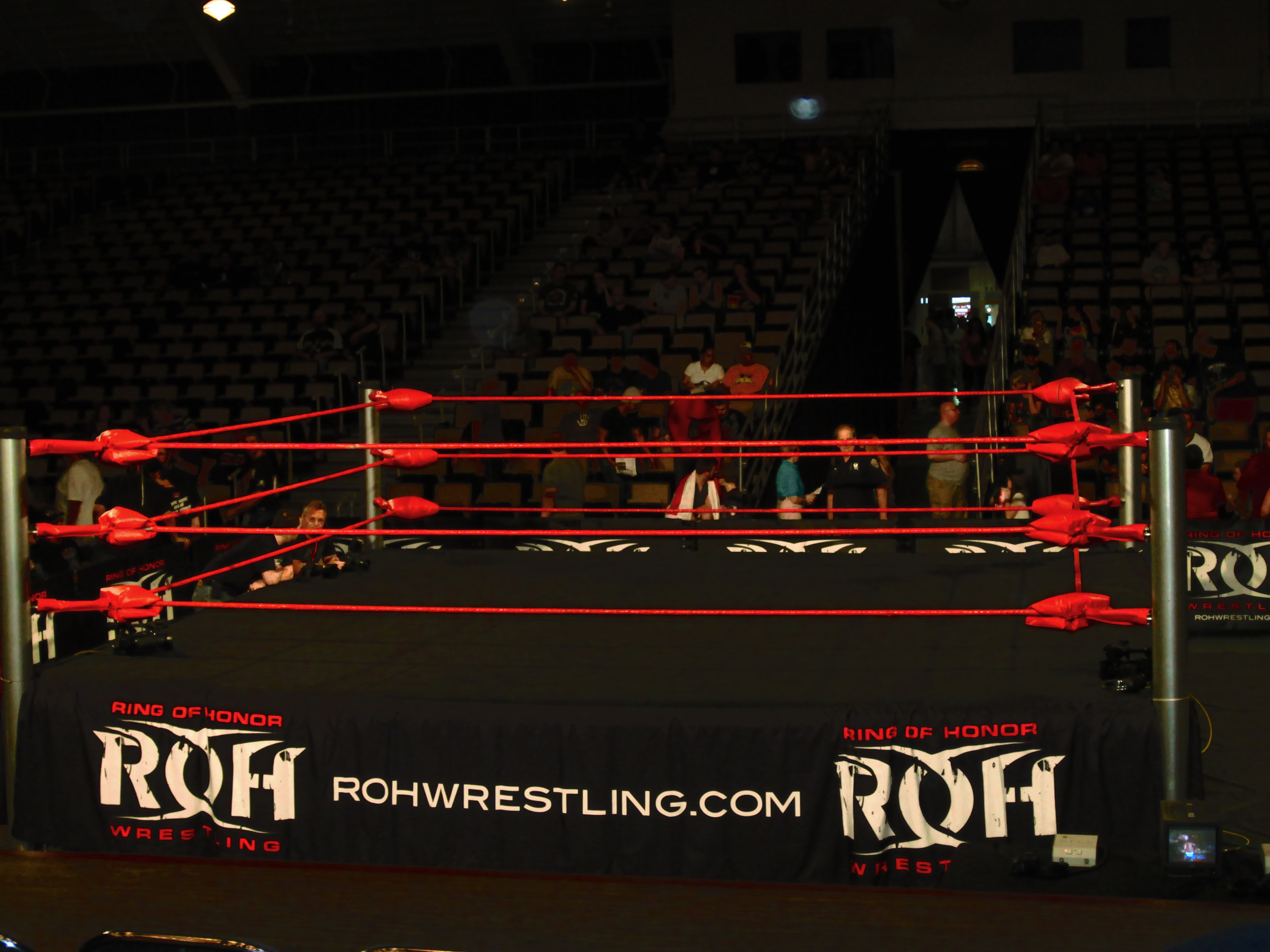
Ein Ring of Honor Wrestling Ring.

Ring of Honor kündigten am 29. Januar 2009 auf ihrer Homepage an, dass sie einen TV-Vertrag mit dem US-Sender HDNet geschlossen hatten, welches die Show Ring of Honor Wrestling ins Leben rief. Die erste Folge lief am 21. März 2009 und wurde in Philadelphia, Pennsylvania aufgezeichnet. Der Vertrag wurde allerdings am 11. Januar 2011 gekündigt, die letzten Tapings für die TV-Show finden am 21. und 22. Januar 2011 statt, von der die letzte Folge am 4. April 2011 ausgestrahlt wird.
Ab dem 24. September 2011 war Ring of Honor wöchentlich auf den Fernsehsendern der Sinclair Broadcast Group in den USA zu sehen. Bei einer kostenlosen Anmeldung auf der offiziellen ROH-Website steht zudem die aktuelle Sendung nach der Erstausstrahlung im US-TV zum Stream bereit.
Seit März 2023 läuft Ring of Honor Wrestling auf der ROH-Streamingplattform Honor Club.

## Titelträger
Folgende sind der amtierende ROH World Champion sowie die aktuellen ROH World Tag Team Champions. Der FIP World Heavyweight Championship Titel der Wrestling-Organisation Full Impact Pro wurde seit seiner Einführung 2004 ebenfalls bei Ring of Honor verteidigt. Das letzte Mal geschah dies im Oktober 2008 unter der Regentschaft von Go Shiozaki. Nach dem Ende der Geschäftsbeziehungen zwischen ROH und FIP 2009 wird dies nicht mehr geschehen.
Am 20. Januar 2010 gab Ring of Honor in einer Pressemitteilung auf seiner offiziellen Homepage bekannt, dass für die nächsten TV-Aufzeichnungen am 5./6. Februar 2010 ein neuer sekundärer Singles-Titel eingeführt wird, der die Bezeichnung ROH World Television Championship tragen und vor allem bei den wöchentlichen TV-Ausgaben ausgefochten wird. Er wurde in einem 8-Mann-Turnier ausgefochten. Aufgrund der Witterungsbedingungen (schwerer Schneefall) Anfang Februar musste die TV-Aufzeichnung für den 6. Februar 2010 abgesagt werden. Die Halb- und Finalbegegnung im Turnier wurden daher am 5. März 2010 bei neuen Aufzeichnungen abgehalten.
| Titel                                     | Aktueller Titelträger                                                  | Regent- schaft | Datum des Titelgewinns | Tage | Ort                              | Anmerkung |
| ----------------------------------------- | ---------------------------------------------------------------------- | -------------- | ---------------------- | ---- | -------------------------------- | --- |
| ROH World Championship                    | Bandido                                                                | 2              | 6. April 2025          | 106+ | Philadelphia, Pennsylvania       | Besiegte Chris Jericho in einem Titel vs. Mask-Match. |
| ROH World Television Championship         | Nick Wayne                                                             | 1              | 17. April 2025         | 95+  | Boston, Massachusetts            | Besiegte Komander bei AEW Collision: Spring Breakthru. |
| ROH World Tag Team Championship           | The Sons of Texas (Dustin Rhodes & Sammy Guevara)                      | 1              | 17. August 2024        | 338+ | Arlington, Texas                 | BesiegtenThe Undisputed Kingdom (Matt Taven and Mike Bennett) bei AEW Collision. |
| ROH World Six-Man Tag Team Championship   | The Sons of Texas (Dustin Rhodes, Marshall Von Erich & Ross von Erich) | 1              | 26. Juli 2024          | 360+ | North Charleston, South Carolina | Besiegten The Undisputed Kingdom (Roderick Strong, Matt Taven & Mike Bennett) bei AEW Battle of the Belts XI itn einem Match um den vakanten Titel. Die vorigen Champions Bang Bang Gang (Jay White, Austin Gunn, and Colten Gunn) wurden nach einer Verletzung von White der Titel enthoben. |
| ROH Pure Championship                     | Lee Moriarty                                                           | 1              | 26. Juli 2024          | 360+ | Arlington, Texas                 | Besiegte Katsuyori Shibata bei AEW Rampage. |
| ROH Women’s World Championship            | Athena                                                                 | 1              | 10. Dezember 2022      | 954+ | Arlington, Texas                 | Besiegte Mercedes Martinez bei Final Battle 2022. |
| ROH Women’s World Television Championship | Red Velvet                                                             | 1              | 26. Juli 2024          | 360+ | Arlington, Texas                 | Besiegte Billie Starkz bei Death Before Dishonor. |
| ROH Women’s Pure Championship             | TBD                                                                    |                |                        |      |                                  | Wurde am 12. April 2025 von Tony Khan angekündigt. Die erste Titelträgerin wird in einem Turnier gekrönt. |

### Auszeichnungen
| Titel                   | Gewinner   | Datum des Titelgewinns | Anmerkung                                       |
| ----------------------- | ---------- | ---------------------- | ----------------------------------------------- |
| Survival of the Fittest | Komander   | 20. Dezember 2024      | Match um die ROH World Television Championship. |
| Top Prospect Tournament | Josh Woods | 8. April 2017          |                                                 |
| Honor Rumble            | Alex Zayne | 12. September 2021     | Death Before Dishonor XVIII (Preshow)           |

## Eingestellte Titel
| Titel                       | Erster Titelträger | Letzter Titelträger | Eingeführt    | Eingestellt    | Anmerkung |
| --------------------------- | ------------------ | ------------------- | ------------- | -------------- | --- |
| Women of Honor Championship | Sumie Sakai        | Kelly Klein         | 7. April 2018 | 1. Januar 2020 | Nachdem Kelly Kleins Vertrag nicht verlängert wurde, entschieden die Offiziellen einen Neustart der Women’s Divisionen und kündigten den ROH Women’s World Championship an. |

## Roster
Das Roster von Ring of Honor setzte sich vor der Übernahme durch AEW aus ROH-Wrestlern zusammen, plus solchen aus Partnerschaften mit anderen Ligen, insbesondere den beiden mexikanischen Ligen Consejo Mundial de Lucha Libre (CMLL) und The Crash Lucha Libre sowie der britischen Revolution Pro Wrestling (RPW). Auch Wrestler der offiziellen Aufbauliga MCW Pro Wrestling, die sogenannten „Future of Honor“ waren gelegentlich im Programm vertreten.
Seit der Übernahme von AEW treten überwiegend Wrestler an, die bei AEW unter Vertrag stehen. Wie bei AEW üblich ist es Wrestlern jedoch mitunter gestattet in verschiedenen Promotionen aufzutreten, wodurch es weiterhin Gastauftritte und Kooperationen gibt.
Für eine Übersicht siehe Liste des Rosters von Ring of Honor.